# 小行星3704
小行星3704，又称为高士其星，是由紫金山天文台在1981年12月20日发现的主带小行星。
小行星3704以中国著名科普作家、教育家高士其命名。